# شهرستان پاتنم (ویرجینیای غربی)
شهرستان پاتنم، ویرجینیای غربی (به انگلیسی: Putnam County, West Virginia) یک سکونتگاه مسکونی در ایالات متحده آمریکا است که در ویرجینیای غربی واقع شده‌است.

## خصوصیات
شهرستان پاتنم ۹۰۶٫۵ کیلومترمربع مساحت دارد.